# 제24군단 (미국)
24(XXIV) 군단(XXIV Corps)은 제2차 세계 대전과 베트남 전쟁에서 참전했던 미국 육군의 군단이었다. 표어는 "Honed in Combat→전투에서 연마되다".

## 역사

### 제2차 세계 대전
1944년 4월 9일 포트 샤프터에서 창설되었다. 존 R. 하지 소장이 첫 번째 군단장을 맡았으며, 제6군 "알라모 부대"의 일원이 되어 제7, 77, 96보병사단을 이끌고 레이테 전투에 참가하였다.
필리핀 전역이 끝난 뒤 마치고 1945년 1월 10일, 제10군에 배속 전환되었으며, 6월 30일에 오키나와 전투에 남부 공격대(TF-55)로서 참가하였다.
8월 15일 일본 제국이 항복하자, 제8군은 일본 열도를 점령한 뒤, 제1(I)군단과 제9(IX)군단에게 열도를 맡기고, 제24(XXIV)군단에는 한반도를 맡겼다. 군단은 제6, 7보병사단을 이끌고 9월 8일에 건너가 한국 군정기 임무를 마친뒤, 1949년 1월 25일에 해산하였다.

### 베트남 전쟁
구정 대공세로 1968년 3월 10일에 설립된 임시 베트남 군단을 대채하기 위해, 1968년 8월 15일 포트 후드에서 리처드 스틸웰 중장과 그 참모들이 소집되어 24(XXIV) 군단이 다시 설립되었다.
후에에 본부를 두고 1970년 3월 9일까지 베트남 공화국 북부에 배치되어 있던 제3해병원정군이 통솔하던 주월 미국 육군 부대를 통제하였다. 본부를 1970년 3월에 다낭으로 옮긴 후에는 주월 미국 육군의 구성군 사령부로서 베트남에서 철수할때까지 제1군단 전술지역(I CTZ) 안의 모든 주월 미국 육군을 통제했다. 1972년 6월 30일 해산하였다.

## 소속
- 제6군; 1944년 ~ 1945년
- 제10군; 1945년 ~ 1945년
- 제8군; 1945년 ~ 1949년
- 베트남 군사원조사령부; 1968년 8월 15일 ~ 1972년 6월 30일

## 전투 서열

### 제2차 세계 대전
- 레이테 전투
- 오키나와 전투
- 코로넷 작전 (취소됨)

### 베트남 전쟁
| - 군단 포병대, 본부 및 본부대대 - 제574육군우편대 - 제7심리작전대대 - 제504헌병대대, A중대 - 제29민사중대 - 제62항공중대 - 제108수송중대 - 제21공공정보파견대 - 제31군사역사파견대 - 제33화학파견대 - 제48화학파견대 - 제204군사정보파견대 | - 제3해병원정군; 1970년 3월 9일 - 제3해병사단; 1968년 3월 10일 - 제5보병사단, 1여단; 1968년 7월 25일 - 제23보병사단; 1968년 8월 18일 - 제82공수사단, 3여단; 1968년 3월 10일 - 제101공수사단; 1968년 3월 10일 - 제5특전단, C중대; 1970년 3월 9일 - 제196보병여단; 1972년 1월 |

## 역대 군단장
| #    | 사진 | 계급 | 성명                                   | 취임일          | 이임일          | 비고                                                            |
| ---- | ---- | ---- | -------------------------------------- | --------------- | --------------- | --------------------------------------------------------------- |
| 초대 |      | 중장 | John R. Hodge 존 리드 하지             | 1944년 4월 9일  | 1948년 8월 15일 | 제2차 세계 대전, 태평양 전쟁 초대 재조선미육군사령부군정청 청장 |
| 2대  |      | 소장 | John B Coulter 존 B. 콜터              | 1948년 8월 16일 | 1949년 1월 12일 | 군단 해산 마지막 재조선미육군사령부군정청 청장                  |
| 3대  |      | 중장 | Richard G Stilwell 리처드 G. 스틸웰    | 1968년          | 1969년          | 군단 소집 베트남 전쟁                                           |
| 4대  |      | 중장 | Melvin Zais 멜빈 자이스                | 1969년          | 1970년          | 베트남 전쟁                                                     |
| 5대  |      | 중장 | James W. Sutherland 제임스 W. 서터랜드 | 1970년          | 1971년          | 베트남 전쟁 사진(중앙)                                          |
| 6대  |      | 중장 | Welborn G. Dolvin 웰번 G. 돌빈 시니어  | 1971년          | 1972년          | 베트남 전쟁 군단 해산                                           |

## 참고

### 인용
1. ↑  Gordon, Rottman (2002). 《Okinawa 1945: The last Battle》 (영어). Osprey Publishing. 38쪽. ISBN 1-84176-546-5.
2. ↑  Pearson, William (1975). 《Vietnam Studies: The War in the Northern Provinces》 (영어). 워싱턴 DC: 미국 육군부. 67-70쪽.

### 자료
- “XXIV CORPS” (영어). The Institute of Heraldry. 2020년 6월 9일에 확인함.
- Stanton, Shelby (1981). 《Vietnam Order of Battle》 (영어). 워싱턴 D.C.: U.S. News Books. 67쪽. ISBN 0-89193-700-5.